# عرض الاكمة (ذي السفال)

تعديل مصدري - تعديل

عرض الاكمة محلة تابعة لقرية ذي عريم، التابعة لعزلة ذي الحود ومعاين بمديرية ذي السفال إحدى مديريات محافظة إب في الجمهورية اليمنية، بلغ تعداد سكانها 42 حسب تعداد اليمن لعام 2004.